# دالتون‌ها (مجموعه تلویزیونی ۲۰۱۰)

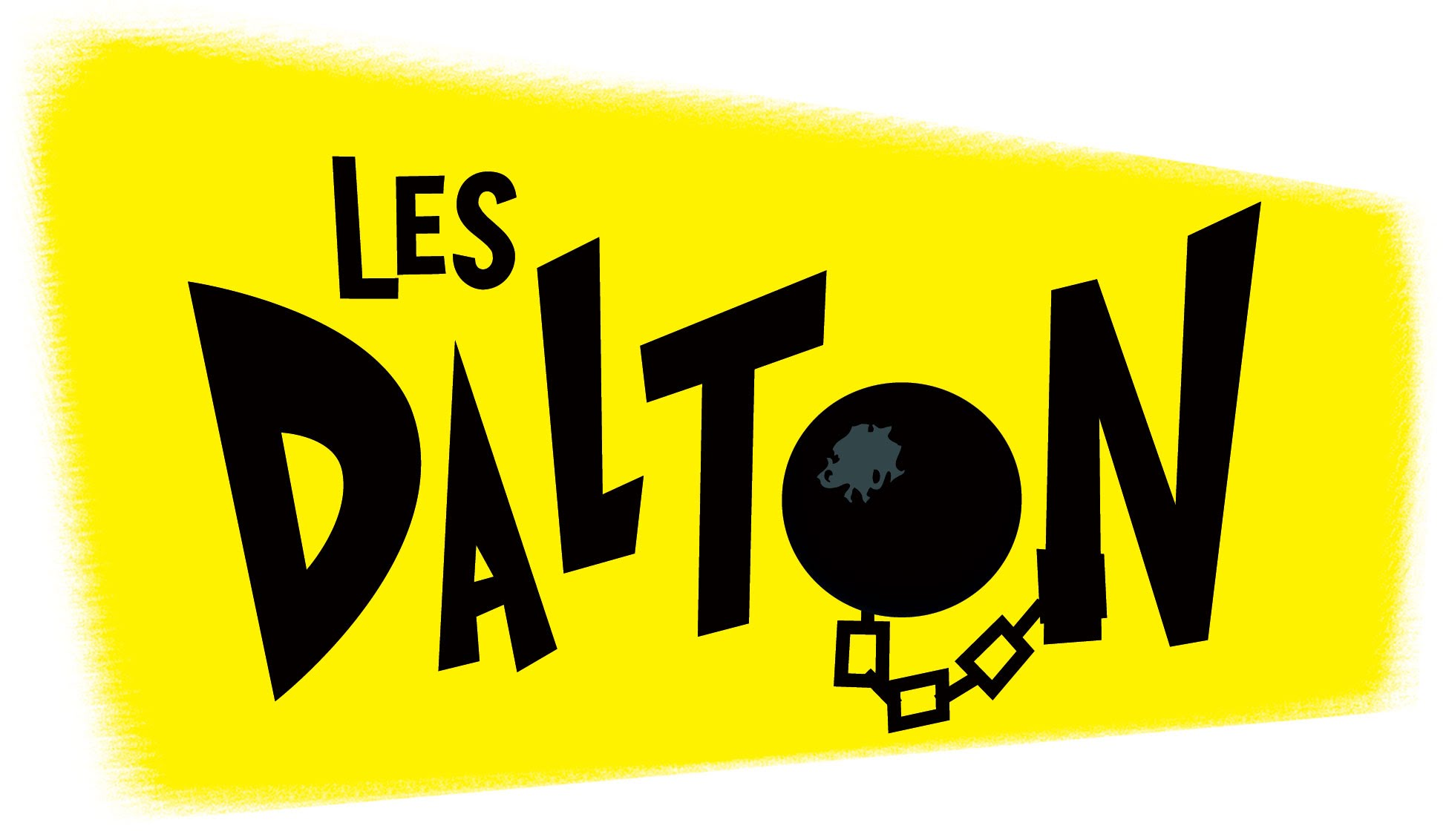
دالتون

دالتون‌ها (به فرانسوی: Les Daltons) یک انیمیشن سریالی محصول کشور فرانسه به کارگردانی چالز ونسل است. ایده اصلی این سریال توسط اولیویه ژان-ماری مطرح شد. اولین قسمت این سریال در ۲۳ می ۲۰۱۰ آغاز شد و در ۱۸ نوامبر ۲۰۱۶ به پایان رسید. این سریال در قالب ۲ فصل ۱۹۷ قسمتی ساخته شده است. 
این انیمیشن در صدا و سیمای جمهوری اسلامی ایران پخش شد.